# Joan Manén y Planas

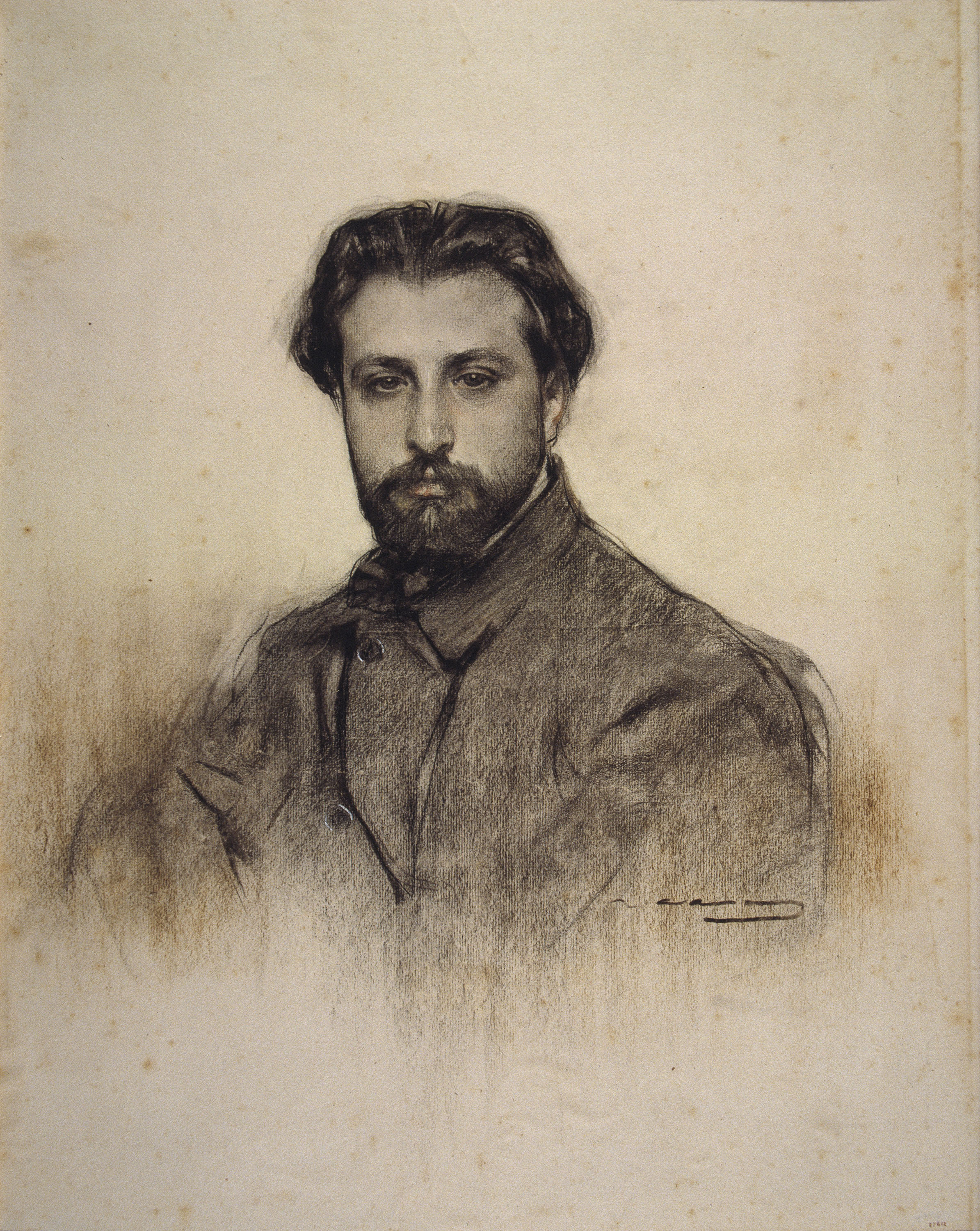
Manén seen by Ramon Casas (MNAC).

Joan Manén Planas oder katalanisch Joan Manén i Planas (* 14. Mai 1883 in Barcelona; † 26. Juni 1971 in Barcelona) war ein spanischer (katalanischer) klassischer Geigenspieler und Komponist.
In seiner Kindheit erlernte Joan Manén das Klavierspiel so schnell, dass sein Vater in ihm das Zeug für ein Wunderkind vermutete. Aber statt Piano studierte er bei Clemente Ibarguren das Geigenspiel, mit dem er so schnell Fortschritte machte, dass sein Landsmann, der Geigenvirtuose Pablo de Sarasate auf ihn aufmerksam wurde und ihn noch in seinen Jugendjahren auf eine Tournee nach Deutschland eingeladen hatte.
Später machte er als Komponist auf sich aufmerksam. womit er in Deutschland, wo er lange Zeiten seines Lebens verbrachte, bekannter als in Spanien wurde. Eine Auswahl seiner Werke umfasste die Opern Giovanni di Napoli (1903), Der Fackeltanz (1909) und Neró i Acté (1928) mit seinem eigenen Libretto; die poetische Sinfonie Nova Catalonia und drei Violinkonzerte. Dazu Fantasia-Sonata für eine Gitarre; eine Suite für Violine und Piano; ein Pianoquartett; ein Streichquartett und mehrere erfolgreiche Miniaturen für Violine und Orchester. Zudem komplettierte Manen das Violin Concert in C von Ludwig van Beethoven, das in der Gesellschaft der Musikfreunde in Wien nur handschriftlich und fragmentiert mit nur 259 Taktstrichen vorhanden ist.